# 關海山
關海山（英語：Kwan Hoi Shan，1924年10月23日—2006年9月11日），原名關銘覺，又名關寧，人稱「蝦叔」，香港資深甘草演員、粵劇老倌，曾參與超過300多部電影及電視劇演出，他憑電影《五億探長雷洛傳》獲得1992年香港電影金像獎及金馬獎最佳男配角獎項。

## 生平
關海山於1924年出生於廣東省廣州市，自小就跟隨父親關耀輝往梨園粵劇團學藝，是文武全才的粵劇小生。年青時其演藝生涯始於粵劇，擅長飾演英俊小生和達官貴人。他在抗日戰爭後來到香港，早於1950年代已開始參演電影。當時他已拍攝了多部影視片，雖多扮演配角，但卻令人生動難忘。所以到了1960年代，關海山已升格為粵語電影的首席小生。
關海山的黃金歲月始終於電視台生涯。他於1976年加入了無綫電視，從此就參與了逾百套電視劇的演出。與電影一樣，關海山也是以配角身份參與演出，以經典劇集《親情》、《誓不低頭》為其代表作。他於1980年代重返電影，香港電影代表作包括：《A計劃》、《辣手神探》、《男與女》、《家有喜事》、《五億探長雷洛傳》、《天若有情II之天長地久》等等。關海山是影視作品中戲路縱橫的性格演員。由於年齡原因，他基本都是飾演一些父親、董事長，以至醫生、律師等等的角色，但也有演繹下層人物，如電視連續劇《龍兄鼠弟》中便是飾演一位擺街邊的小販；《橫財三千萬》他飾演一位跌打醫師；而電影《天若有情II之天長地久》則飾演一位警察。
關海山在演藝界地位甚高。他於1992年憑藉電影《五億探長雷洛傳》，獲得香港電影金像獎最佳男配角；同年台灣電影金馬獎也獲得同一榮譽。票房方面則以1992年賀歲電影《家有囍事》成績最好。他在戲中以搞笑形象飾演老人痴呆父親，成功獲四千九百萬票房，打破歷來香港電影票房紀錄。而他也以樂於提攜後輩見稱，香港不少著名演員如吳孟達、劉德華、梁朝偉、萬梓良、鄭裕玲、吳君如等等，都對他甚為尊敬。
2001年拍攝連續劇《公私戀事多》後，就因中風從此息影。同年11月19日，於無綫電視萬千星輝賀台慶上，從利孝和夫人手中獲頒萬千光輝演藝大獎，以表揚其對香港演藝圈的卓越貢獻。

## 家庭
關海山經歷過四段婚姻（頭三段婚姻都沒有正式註冊），膝下有三女三子：當中包括首任妻子（於廣州認識）的養女；另外還有第二任妻子黃麗（於越南認識）所生的長子關楚雄，次子關聰（前無綫小生），三女關婉清等、第三任妻子葉娥瑞（於馬來西亞認識）所生的四女關至瑩，以及現任妻子曾娣蓉（於新加坡邂逅）所生的孻子關可維（Ryan）。

## 逝世
2001年中風後，關海山便從此息影而退休。2004-2005年間，他病情漸見好轉，但仍然反覆；2006年9月11日凌晨約6時於住所內被當時現任妻子曾娣蓉發現他不舒服，被送往廣華醫院。其後因高血壓及糖尿病等併發症，延至同日早上7時15分去世，享年81歲，靈龕設在圓玄學院。

## 演出作品

### 粵劇
- 望娘灘（1962年）
- 仗義還妻（1962年）
- 猴子兵華山救駕（1963年）
- 五諫刁妻（1963年）
- 英娥殺嫂（1963年）
- 八仙鬧東海（1963年）
- 鐵雁霜翎（1963年）
- 李仙（1963年）
- 不斬樓蘭誓不還（1963年）
- 情俠鬧璇宮（1967年）
- 楊門女將 （新中華劇團，新舞台戲院、新光戲院，1973年）
- 仗義殺親兒 （錦繡劇團，新舞台戲院、利舞台，1976年）
- 血証嫁衣仇 （錦麗華劇團，新光戲院，1977年）
- 征袍還金粉 （八和粵劇團，高山劇場，1984年）
- 龍鳳爭掛帥

### 電影（粵語片時代）
（截至1973年，依年份由舊至新排列）

#### 1949年
- 朱買臣分妻
- 有冤無路訴

#### 1956年
- 薛丁山三戲樊梨花 飾 薛子龍

#### 1962年
- 紅孩兒 飾 唐僧（唐三藏）
- 仗義還妻上集 飾 林思勉（演員包括任劍輝、鳳凰女、南紅、鄭君綿和任冰兒）
- 火龍怒吞雙虎將 飾 王成
- 一曲琵琶動漢皇 飾 王昭君的兄長
- 仗義還妻下集 飾 林思勉
- 望娘灘 飾 文景祥
- 春滿帝皇家 飾 石通
- 紅梅仙借屍還魂記 飾 繆子元

#### 1963年
- 五諫刁妻 飾 南晉劍峯太子
- 工廠少爺 飾 周文炳
- 猴子兵華山救駕 飾 姜文仲
- 老豆賺錢女享福
- 妙賊 飾 文夢生
- 萬事勝意 飾 白平
- 鐵馬神龍 飾 馬大龍
- 鐵雁霜翎上集 飾 紀翎
- 烽火恩仇十六年 飾 趙漢光
- 英娥殺嫂 飾 周國材
- 李仙 飾 李玉衡
- 鐵雁霜翎上集 飾 紀翎
- 不斬樓蘭誓不還 飾 雲重龍
- 胡奎賣人頭 飾 羅燦
- 八仙鬧東海 飾 呂洞賓

#### 1964年
- 虹霓關 飾 王仲當
- 霹靂薔薇上集 飾 戚大招
- 如來神掌第四集 飾 長離教弟子陸瑜
- 武當飛鳳上集 飾 姜子遠
- 滿堂吉慶
- 如來神掌上集 飾 長離教弟子陸瑜
- 無情寶劍有情天 飾 項擎天
- 神龍五虎將 飾 方俊傑
- 錦秀天堂 飾 戲班張玉書經理
- 霹靂薔薇下集 飾 戚大招
- 孫悟空七打九尾狐 飾 唐僧（唐三藏）
- 七喜臨門 飾 江永賢
- 碧血金釵大結局 飾 南海奇叟
- 如來神掌第三集 飾 靈蛇教弟子 陸瑜
- 武當飛鳳大結局  飾 姜子遠
- 街市皇后 飾 洪牛
- 如來神掌下集 飾 長離教弟子陸瑜
- 濟公活佛 飾 周志魁
- 陣陣美人威 飾 李虎

#### 1965年
- 千手神拳（上集）飾 霍天秀
- 大紅袍 飾 嘉靖皇帝
- 千手神拳（下集）飾 霍天秀
- 青山依舊夕陽紅 飾 三叔錦城（與李香琴共同主演）
- 一滴俠義血（下集）飾 邵振文
- 趙飛燕 飾 漢成帝
- 血染蝴蝶山 飾 陳勝
- 武林第一劍 飾 方子俊
- 血債血償 飾 蕭福成
- 一滴俠義血 (上集) 飾 邵振文
- 如來神掌怒碎萬劍門 飾 陸瑜
- 血字第一號 飾 關劍峰
- 詩禮傳家 (上集) 飾 江錦成
- 孫悟空三戲百花仙 飾 唐三藏
- 孫悟空七鬥八大仙 飾 唐三藏
- 無敵神童方世玉 飾 方德

#### 1966年
- 濟公鬥八仙
- 孫悟空大戰群妖 飾 唐僧
- 女黑俠木蘭花血戰黑龍黨 飾 關警官
- 太平山八仙奇遇 飾 韓湘子
- 斷臂神龍劍 飾 年庚堯

#### 1967年
- 龍鳳爭掛帥 飾 司馬龍
- 玉女金剛 飾 馬劍良
- 月向那方圓 飾 林國昌
- 寶蝶記 飾 嚴年
- 女黑俠威震地獄門 飾 關警官
- 情俠鬧璇宮 飾 楚霸天
- 甜甜蜜蜜的姑娘 飾 施天成

#### 1969年
- 血羅巾 飾 冷元
- 名劍天驕 飾 霍英傑父（客串）

#### 1970年
- 獨掌震龍門 飾 二寨主
- 小金剛 飾 屠天橫

#### 1971年
- 日月神童 飾 日兒父

### 電影（港產片時代）
（1970年代後，依首映日期排列）

#### 1977年
- 出籠

#### 1978年
- 佛山贊先生
- 剝錯大牙折錯骨
- 湮報復
- 紅樓春上春（Erotic Dreams of Red Chamber） 飾 賈政（1月19日上映）（導演：金鑫，張國榮、黃杏秀等主演）[9]

#### 1979年
- 各師各法
- 鬼才龍虎榜
- 戇居仔與牛咁眼

#### 1980年
- 阿Sir劈砲 飾 胡漢生
- 少林佛家大道
- 欲火焚琴（House of the Lute） 飾 呂先生（任達華等主演）
- 出錯綽頭發錯財
- 邪鬥串 飾 貴利王

#### 1981年
- 傷人十七
- 老襯當旺
- 執法者（The Executor）飾 張天義（周潤發、李修賢等主演）
- 打雀英雄傳（Mahjong Heroes）飾 丘本立（邵氏電影版）（謝賢、岳華等主演）

#### 1982年
- 投奎天堂（又名：香港機密檔案）
- 廣東靚仔玉
- 橫掃魚蛋檔 飾 程克梯
- 城寨出來者（Brothers From The Walled City） 飾 陳元龍
- 癲馬靈猴（Crazy Horse, Intelligent Monkey）（戚冠軍等主演）
- 殺出西營盤（Coolie Killer）
- 衝激21

#### 1983年
- A計劃（Project A）飾 陸警主管戚幫辦
- 第一把交椅
- 男與女（Hong Kong, Hong Kong） 飾 中年木匠（萬梓良及鍾楚紅主演）
- 大俠沈勝衣（Roving Swordsman） 飾 白玉樓
- 毒蠱
- 風水二十年
- 少林與武當 飾 羅清
- 五郎八卦棍（Eight diagram cudgel）（梁小龍版）

#### 1984年
- 連體（The Siamese Twins）

#### 1985年
- 打工皇帝（Working Class） 飾 蝦叔
- 毒咒
- 猛鬼迫人（Dead Curse）
- 少年蘇乞兒（Young Vagabond）（劉家輝主演）

#### 1986年
- 連環炮 飾 周易發
- 玉蒲團
- 天煞 飾 寧海法師
- 兇咒
- 鱷降

#### 1987年
- 開心快活人
- 天官賜福
- 隔世鬼姦情
- 陰陽界
- A計劃續集飾 水警指揮官（戲中成龍的直屬上司）

#### 1988年
- 勇闖毒龍潭
- 龍虎智多星
- 猛鬼咒
- 如來八卦棍
- 靚仔幹探 飾 契爺, 劉父
- Ninja, Phantom Heros U.S.A.
- 猛鬼醫院（Ghost Hospital）
- 半暹降

#### 1989年
- 追女重案組（Running Mate）（萬梓良及繆騫人等主演）
- 殺手蝴蝶夢（My Heart is That Eternal Rose）（導演：譚家明）
- 西雅圖大屠殺（Darkside of Chinatown） 飾 關文強（01月14日上映）

#### 1990年
- 風雨同路
- 廟街皇后（Queen of Temple Street）（編劇：陳文強，劉玉翠及張艾嘉主演）
- 金牌雙龍
- 摩登如來神掌

#### 1991年
- 五億探長雷洛傳（Lee Rock） 飾 陳統探長
- 五億探長雷洛傳II之父子情仇（Lee Rock II）[10]飾 陳統探長
- 禿鷹檔案（Mission of Condor） 飾 陳方（任達華等主演）
  - 關海山親自完成該片的動作戲部分，不用替身。
  - 來源：圈中人田啟文的憶述，解放網／新聞晨報，2006年9月12日[永久]
- 豪門夜宴（The Banquet）客串
- 花街神女
- 滾滾紅唇
- 色降
- 至尊無上II之永霸天下（Casino Raiders）（導演：杜琪峰）

#### 1992年
- 黃飛鴻系列之一代師
- 姦魔（Devil Of Rape） 飾 李民生（陳寶蓮主演）
- 塘西風月痕
- 賭城大亨之新哥傳奇（Casino Tycoon）飾 演傳老渣
- 家有囍事（All's Well Ends Well）飾 演老爺
- 女黑俠黃鶯 飾 葉利欽
- 龍之根
- 辣手神探（Hard Boiled）飾 海叔 (客串)（導演：吳宇森）
- 笑傲俠義黃大仙 飾 赤松道長

#### 1993年
- 蘇乞兒（Heroes Among Heroes） 飾 丐幫師叔（甄子丹主演）
- 一代梟雄之三支旗 飾 夏爵士
- 天山玉女劍
- 日落卡門（The Street Car Named Desire）
- 至尊三十六計之偷天換日（Perfect Exchange/The Sting 2）飾 監犯 魯賓孫
- 天台的月光（A Roof With a View）（梁家輝主演）
- 警花與流鶯 飾 嚴力行
- 一九四九之劫後英雄傳 飾 常勝
- 天若有情II之天長地久（Moment of Romance II）飾 標叔

#### 1994年
- 少林英雄之方世玉洪熙官
- 西楚霸王 飾 趙高
- 情歸何處
- 開發區殺人事件
- 追捕野狼幫（Hunting Wolf Pack）

#### 1995年
- 香港重案實錄之西環浮屍（O.C.T.B. Case - The Floating Body）（歐陽震華主演）
- 邊城皇帝
- 狂野生死戀（A Touch of Evil） 飾 僑叔（主要演員包括梁家輝、王敏德等）
- 1/2 次同床

#### 1998年
- 古惑仔情義篇之洪興十三妹（Portland Street Blues）飾 演本叔
- 色降2之萬里驅魔（Exodus from Afar）
- 98古惑仔龍爭虎鬥（Young and Dangerous 5）飾 演本叔

#### 1999年
- 蕩女痴男（Wonton Love）
- 新羔羊醫生（Trust Me You Die）

#### 2000年
- 自從他來了（What is a Good Teacher）飾 溫公（05月25日上映）（導演：吳鎮宇）
- 九龍皇后（Queen Of Kowloon） 飾 董家明（葉德嫻主演）
- 裳在我心間

### 電影（中資或中港合資的作品）

#### 1992年
- 末代響馬（Last Bandits）[11]

#### 1993年
- 少林英雄 飾 方德（斯琴高娃、錢嘉樂等主演）

#### 1994年
- 西楚霸王 飾 大太監趙高（主要演員包括張豐毅、鞏俐、關之琳及呂良偉等）

### 電視劇（無綫電視）
- 1976年：書劍恩仇錄 飾 綿裡針 陸菲青
- 1976年：狂潮 飾 柯鎮威
- 1976年：陸小鳳 飾 獨孤一鶴
- 1977年：大報復 飾 葉成蔭
- 1977年：陸小鳳之決戰前後 飾 李燕北
- 1977年：民間傳奇：帝女花 飾 崇禎帝
- 1977年：小人物:老林 飾 老林
- 1978年：大亨 飾 朱一軒
- 1978年：強人 飾 關國棟
- 1978年：倚天屠龍記 飾 張三丰
- 1978年：陸小鳳之武當之戰 飾 玉道人／老刀把子
- 1978年：奮鬥
- 1978年：一劍鎮神州 飾 白樂天
- 1978年：兩公婆
- 1979年：左鄰右里
- 1979年：刀神 飾 金獅（魔教四大長老 ─ 金獅、銀龍、銅駝、鐵燕之首）
- 1979年：天虹 飾 黃首邦
- 1979年：楚留香 飾 高冠英
- 1979年：網中人 飾 方維灝
- 1980年：風雲 飾 何盛
- 1980年：親情 飾 周友
- 1980年：輪流傳 飾 解元忠
- 1980年：勢不兩立 飾 高天淦
- 1981年：過客 飾 管四
- 1981年：烽火飛花 飾 鈴木
- 1981年：火鳳凰 飾 陳中正（御用大律師）
- 1981年：佛山贊先生 飾 梁贊
- 1981年：飛鷹 飾 趙鴻毅
- 1981年：英雄出少年 飾 姚璘
- 1981年：女黑俠木蘭花 飾 火　星
- 1982年：天龍八部 飾 慕容博
- 1982年：星塵 飾 何鴻圖
- 1982年：萬水千山總是情 飾 莊鶴儒
- 1982年：香港八二
- 1983年：播音人 飾 甄汝軒
- 1983年：豹子膽 飾 樓東海
- 1983年：射鵰英雄傳之東邪西毒 飾 陸乘風
- 1983年：再見十九歲 飾 馮明哲
- 1983年：鬼咁夠運 飾 雷仲堅
- 1983年：夾心人
- 1983年：香港八三
- 1983年：新銳劇場之捷徑 飾 八叔（劉德華之父）
- 1984年：決戰玄武門 飾 任嘯天
- 1984年：愛情一千米
- 1984年：笑傲江湖 飾 林震南
- 1984年：鹿鼎記 飾 鰲拜
- 1984年：家有嬌妻
- 1984年：朝九晚五俏佳人
- 1984年：楚留香之蝙蝠傳奇 飾 薛衣人
- 1984年：香江花月夜
- 1985年：挑戰 飾 楊兆安
- 1985年：大香港 飾 曾爵士
- 1985年：晚情（單元劇）
- 1985年：六指琴魔 飾 六指琴魔
- 1985年：柳家莊上（單元劇）
- 1986年：流氓大亨 飾 宋永然
- 1986年：狄青
- 1986年：黃大仙
- 1986年：倚天屠龍記 飾 胡青牛
- 1987年：大班密令
- 1987年：生命之旅 飾 杜伯勤
- 1987年：男兒本色
- 1987年：杜心五
- 1987年：正印冤家
- 1987年：書劍恩仇錄 飾 袁士霄
- 1988年：誓不低頭 飾 楊鼎基大律師
- 1988年：大都會 (電視劇)
- 1988年：當代男兒
- 1988年：太平天國 飾 施員外
- 1988年：兵權 飾  耶律安圖
- 1988年：童心（單元劇）
- 1988年：鳶（單元劇）
- 1989年：摩登小寶
- 1989年：花月佳期
- 1989年：摘星的女人
- 1989年：義不容情 飾 倪坤
- 1989年：蓋世豪俠 飾 董傲天（前掌門）
- 1989年：連城訣 飾 凌退思
- 1989年：他來自江湖 飾 文立賢
- 1989年：俠客行 飾 白自在
- 1989年：鐵血大旗門 飾 雲翼
- 1990年：天上凡間 飾 太公
- 1990年：孖仔孖心肝 飾 九叔
- 1990年：成功路上 飾 劉慶成（龍鳳餅店創辦人）
- 1990年：零點出擊 飾 華崗
- 1990年：飛越官場
- 1991年：今生無悔 飾 田樹泰
- 1991年：橫財三千萬 飾 陳才
- 1991年：大家族 飾 蔣承天
- 1991年：未婚爸爸
- 1992年：巨人 飾 麥約翰
- 1992年：我愛牙擦蘇 飾 黃飛鴻
- 1993年：老襯喜相逢 飾 鄧厚昌
- 1993年：原振俠 飾 榮耀
- 1993年：射鵰英雄傳之九陰真經 飾 殷破敗
- 1993年：金牙大狀 飾 陳夢吉
- 1993年：龍兄鼠弟 飾 雷嶄
- 1994年：第三類法庭 飾 湛倚天
- 1994年：愛有明天
- 1994年：獨臂刀客 飾 前任魔教教主
- 1995年：金牙大狀 (貳) 飾 陳夢吉
- 1995年：情濃大地 飾 關學儒
- 1995年～1999年：真情 飾 梁友
- 1995年：萬里長情 飾 袁阿葵
- 1995年：娛樂插班生
- 1996年：天地男兒 飾 葉勝
- 1996年：壹號皇庭V 飾 棠叔
- 1997年：美味天王 飾 姜妍 (味王)
- 1998年：鹿鼎記 飾 陳文亮
- 2000年：大囍之家 飾  羅炳文
- 2000年：京城教一 飾 譚宗政
- 2000年：新鮮人 飾 于漸秀
- 2001年：公私戀事多 飾 唐學濂

## 曾獲獎項
| 年份   | 典禮類型             | 獎項             | 作品               | 結果 |
| ------ | -------------------- | ---------------- | ------------------ | ---- |
| 1991年 | 第28屆金馬獎         | 最佳男配角       | 《五億探長雷洛傳》 | 獲獎 |
| 1992年 | 第11屆香港電影金像獎 | 最佳男配角       | 《五億探長雷洛傳》 | 獲獎 |
| 2001年 | 萬千星輝賀台慶2001   | 萬千光輝演藝大獎 | 不適用             | 獲獎 |

## 參閱
1. ↑  見2006-9-15香港的星島日報
2. 1 2 3  . 香港經濟日報. 2018-11-29  [2019-06-19]. （原始内容存档于2019-07-13）.
3. ↑  关海山狮城妻不准前妻3女儿奔丧 的存檔，存档日期2008-09-29.
4. ↑  . 星島日報. 2006-09-12.
5. ↑  . 東方日報. 2006-09-12  [2019-06-19]. （原始内容存档于2019-09-09）.
6. ↑  . 明報. 2006-09-12.
7. ↑  墳場研究 Cemetery Study 在圓玄學院 www.facebook.com
8. ↑  鮑方同年9月22日去世
9. ↑  .   [2006-09-16]. （原始内容存档于2019-07-03）.
10. ↑  五億探長雷洛傳II－雷洛探望阿叔
11. ↑  .   [2006-09-16]. （原始内容存档于2007-03-10）.

## 外部連結
- 關海山先生逝世專題 （页面存档备份，存于）
- 林奕華：記憶關海山 （页面存档备份，存于）
- 關海山在互联网电影资料库（IMDb）上的資料（英文）
- 在AllMovie上關海山的頁面（英文）
- 關海山在香港影庫上的簡介
- 關海山在豆瓣上的资料（简体中文）
- 關海山在时光网上的簡介（简体中文）